# Charles P. de Saint-Aignan
| 8371 Goven           | 2 ottobre 1991 |
| 8710 Hawley          | 15 maggio 1994 |
| 12306 Pebronstein    | 7 ottobre 1991 |
| 12373 Lancearmstrong | 15 maggio 1994 |
| 12374 Rakhat         | 15 maggio 1994 |
| (16553) 1991 TL14    | 7 ottobre 1991 |
| 20017 Alixcatherine  | 2 ottobre 1991 |
| (21083) 1991 TH14    | 2 ottobre 1991 |
| (39544) 1991 TN14    | 7 ottobre 1991 |
| (42493) 1991 TG14    | 2 ottobre 1991 |
| (58295) 1994 JJ9     | 15 maggio 1994 |
| (100048) 1991 TE14   | 2 ottobre 1991 |

Charles P. de Saint-Aignan (Parigi, 16 febbraio 1977) è un astronomo francese naturalizzato statunitense.
Dopo essersi laureato alla St. Paul's School di Concord nel New Hampshire nel 1995, ha proseguito gli studi alla Università Brown di Providence in Rhode Island.
Il Minor Planet Center gli accredita la scoperta di dodici asteroidi, effettuate tra il 1991 e il 1994.
Gli è stato dedicato l'asteroide 5995 Saint-Aignan.